# Myristica agusanensis
Myristica agusanensis är en tvåhjärtbladig växtart. Myristica agusanensis ingår i släktet Myristica och familjen Myristicaceae.

## Underarter
Arten delas in i följande underarter:
- M. a. agusanensis
- M. a. squamulosa